# Maria Luísa Ataíde
Maria Luísa Soares de Albergaria de Ataíde da Costa Gomes (Ponta Delgada, 6 de Fevereiro de 1911 — Ponta Delgada, 8 de Julho de 1991), mais conhecida por Maria Luísa Ataíde, foi uma pintora e intelectual açoriana, ligada ao mundo das artes e ao Museu Carlos Machado, do qual foi directora da Secção de Arte (1955 a 1974), tendo iniciado as salas dedicadas ao brinquedo e à criança, inauguradas em 1963. Dinamizou o projecto de criação de um Museu da Criança, nunca concretizado. Foi mãe da escultora Luísa Constantina.

## Biografia
Nasceu em Ponta Delgada, filha de Luís Bernardo Leite de Ataíde, historiador de arte e etnógrafo, director do Museu Carlos Machado e principal obreiro das colecções de arte e etnografia daquela instituição.
Teve uma apurada formação artística, cursando pintura e desenho durante três anos sob a direcção de Domingos Rebelo. Estudou técnicas de retrato com Eduardo Malta, noções de aguarela com Berta Borges, aprendeu a trabalhar a lápis e a tinta-da-china com José Contente e a técnica de pintar flores com Eduarda Lapa.
A partir de 1955, após o falecimento de seu pai, dirigiu a Secção de Arte e Etnografia do Museu Carlos Machado, cargo que manteve ininterruptamente por quase 20 anos, retirando-se em 1974. Na sua acção esteve atenta às mudanças da museologia da sua época e foi influenciada pelo trabalho de João Couto, então director do Museu Nacional de Arte Antiga, de Lisboa, que afirmava O museu não deve ser um simples aglomerado de obras de arte de todos os tempos, mas sim, um espaço onde se deve desenvolver uma intensa actividade cultural variada. Os museus devem ser organismos vivos centros de divulgação cultural, modernos criteriosos e com mecanismos capazes de atrair novos públicos e exercer sobre eles uma acção pedagógica.
Também partilhava das preocupações e princípios pedagógicas da época, ligados ao ideal do desenvolvimento integral da criança. Guiada por esses objectivos, liderou o projecto de criação de um Museu para os mais novos, começando por criar uma colecção de brinquedos, para a qual contou com o apoio e a generosidade de muitos voluntários que ofereceram um interessante espólio. Desse esforço resultou a criação de uma nova secção infantil de Bonecas e Brinquedos, hoje parte relevante das colecções do Museu Carlos Machado.
Também se interessou pelo estudo do folclore e pelos trajes tradicionais dos Açores, organizando e enriquecendo a a Secção de Trajes do Museu. Inspirada nessa colecção, concebeu em 1955 o traje do Grupo Folclórico de São Miguel.
Para além do seu trabalho no Museu, dedicou-se à educação artística, desenvolvendo um importante trabalho de divulgação da pintura e das artes, que incluiu a organização em 1966 de exposição de pintura na biblioteca do Liceu Antero de Quental de Ponta Delgada, incluindo uma grande variedade de trabalhos realizados com intuito pedagógico. Dessa exposição resultou a formação de um Núcleo da Artes Plásticas onde leccionou gratuitamente.
Em colaboração com Rui Galvão de Carvalho produziu uma colecção de ilustrações inspiradas nos sonetos de Antero de Quental, que que em 1988 no Museu Carlos Machado.
Exigente e criteriosa no seu trabalho como pintora, inicialmente seguiu uma fase figurativa, onde as flores assumem um fulgor notável, evoluindo para o abstraccionismo e depois para o simbolismo. Contudo, a parte mais importante da obra pictórica de Maria Luísa Ataíde mescla o abstraccionismo e o simbolismo, em especial na abstracção da paisagem açoriana. Na sua obra não pinta imagens da realidade objectiva, pinta antes imagens do seu mundo
A sua obra foi exposta individualmente e integrada em exposições conjuntas, com destaque para as exposições realizadas em 1971 e 1972 na Galeria 2 da cidade do Porto, consideradas pela crítica como uma obra plena de modernidade. Realizou em 1973 no Hotel Lisboa, em Macau, uma importante exposição conjunta com a escultora Luísa Constantina, sua filha.
Em meados da década de 1970 partiu para os Estados Unidos da América, onde leccionou e onde continuou a sua actividade como pintora, realizando diversas exposições, com destaque para as realizadas em 1977 no Bristol Art Museum, de Massachusetts e em 1979 na Washington World Gallery.